# Tomáš Protivný
Tomáš Protivný (* 24. ledna 1986, Nymburk) je bývalý český hokejový obránce a hokejový trenér.
S hokejem začínal v Nymburce, dorostem a juniorkou prošel v pražské Spartě. Za Spartu odehrál dvě sezóny se střídavými starty také v seniorské extralize, v ročníku 2006/2007 s ní vyhrál play off. Mezi jeho další česká působiště patřil Nymburk, Olomouc, Beroun, Hodonín, Kometa Brno, Orli Znojmo a LHK Jestřábi Prostějov. Ročník 2014/2015 odehrál v polském JKH GKS Jastrzębie. K posledním zápasům nastupoval za Prostějov v sezoně 2016/2017. V Extralize celkem odehrál během pěti sezon 111 zápasů včetně play off a play out, k dalším více než 400 nastoupil v 1. lize.
Po konci hráčské hokejové kariéry hrál několik sezon fotbal za divizní SK Polaban Nymburk, jehož B-tým v letech 2022–2024 zároveň trénoval. V květnu 2024 se stal hlavním trenérem hokejového klubu HC Nymburský Lev v páté nejvyšší soutěži.

## Hráčská kariéra
- 2000/2001 HC Sparta Praha (dor)
- 2001/2002 HC Sparta Praha (dor)
- 2002/2003 HC Sparta Praha (jun, dor)
- 2003/2004 NED Hockey Nymburk (2. liga), HC Sparta Praha (jun)
- 2004/2005 NED Hockey Nymburk (2. liga), HC Sparta Praha (jun)
- 2005/2006 HC Olomouc (1. liga, jun)
- 2006/2007 HC Sparta Praha (E), HC Berounští Medvědi (1. liga)
- 2007/2008 HC Sparta Praha (E), HC Kometa Brno (1. liga)
- 2008/2009 HC Kometa Brno (1. liga), SHK Hodonín (2. liga)
- 2009/2010 HC Kometa Brno (E) - poslán na hostování do Orli Znojmo (1. liga)
- 2010/2011 HC Kometa Brno (E)
- 2011/2012 HC Rebel Havlíčkův Brod (1. liga)
- 2012/2013 HC Rebel Havlíčkův Brod (1. liga)
- 2013/2014 BK Mladá Boleslav (1. liga)
- 2014/2015 JKH GKS Jastrzębie (Ekstraliga)
- 2015/2016 LHK Jestřábi Prostějov (1. liga)
- 2016/2017 LHK Jestřábi Prostějov (1. liga)